# CBSI-FM
CBSI-FM est une station de radio québécoise francophone située à Sept-Îles. Elle est détenue et opérée par la Société Radio-Canada et affiliée à son réseau généraliste ICI Radio-Canada Première.

## Histoire
En 1975, la Société Radio-Canada reçoit l'autorisation du CRTC afin d'exploiter à Sept-Îles un réémetteur de sa station CBGA-FM de Matane.
CBSI-FM devient une station à part entière en 1982.
En 1986, plusieurs réémetteurs sur la bande AM changent de fréquences afin de régler des problèmes de réception dus au brouillage causé le fait que certaines stations émettant sur les mêmes fréquences ont été autorisées par le CRTC à augmenter leur puissance la nuit.
En 1999, plusieurs réémetteurs sur la bande AM sont remplacés par un réémetteur diffusant sur la bande FM situé à Havre-Saint-Pierre.

## Programmation régionale
- Bonjour la côte - Lundi au vendredi de 6 h à 9 h
- Boréale 138 - Lundi au vendredi de 15 h à 17 h 30

### Programmation inter-régionale
- Samedi et rien d'autre - Samedi de 7h00 à 11h00 - Émission produite par CBF-FM Montréal et diffusée sur toutes les stations d'ICI Radio-Canada Première de la province de Québec.
- Jours fériés et période des fêtes de fin d'année de 6h00 à 9h00 - Émission produite en alternance par CJBR-FM, CBGA-FM et CBSI-FM et diffusée sur ces trois stations.
- D'est en est - Lundi au vendredi de 15h00 à 17h30 (jours fériés, période estivale, période des fêtes de fin d'année) - Émission produite en alternance par CJBR-FM, CBGA-FM et CBSI-FM et diffusée sur ces trois stations.
- Dessine-moi un été - Samedi de 6h30 à 11h00 (période estivale) - Émission produite par CBF-FM Montréal et diffusée sur toutes les stations d'ICI Radio-Canada Première de la province de Québec.

## Émetteurs
| Villes                                   | Identifiant | Fréquence | Puissance    | Classe | Coordonnées géographiques,   | Décision CRTC |
| ---------------------------------------- | ----------- | --------- | ------------ | ------ | ---------------------------- | ------------- |
| Sept-Îles (Station source)               | CBSI-FM     | 98,1 FM   | 96 750 watts | C      | 50° 08′ 56″ N, 66° 28′ 09″ O |               |
| Schefferville                            | CBSI-FM-2   | 91.1 FM   | 400 watts    | A      | 54° 48′ 00″ N, 66° 51′ 07″ O | 94-166        |
| Churchill Falls, Terre-Neuve-et-Labrador | CBSI-FM-3   | 89.1 FM   | 230 watts    | A1     | 53° 31′ 41″ N, 64° 00′ 39″ O | 88-207        |
| Labrador City, Terre-Neuve-et-Labrador   | CBSI-FM-4   | 93.1 FM   | 515 watts    | A      | 52° 56′ 52″ N, 66° 54′ 57″ O | 95-441        |
| Natashquan                               | CBSI-5      | 1100 AM   | 40 watts     | LP     | 50° 10′ 47″ N, 61° 48′ 42″ O |               |
| Natashquan                               | CBSI-FM-5   | 99.9 FM   | 258 watts    | A1     | 50° 10′ 47″ N, 61° 48′ 42″ O | 2018-53       |
| Fermont                                  | CBSI-FM-6   | 100.5 FM  | 800 watts    | A      | 52° 49′ 12″ N, 67° 05′ 26″ O | 2000-164      |
| Havre-Saint-Pierre                       | CBSI-FM-7   | 92.5 FM   | 50 000 watts | B      | 50° 16′ 21″ N, 63° 40′ 47″ O | 99-119        |
| La Romaine                               | CBSI-8      | 1550 AM   | 40 watts     | LP     | 50° 12′ 58″ N, 60° 40′ 29″ O |               |
| La Romaine                               | CBSI-FM-8   | 99.9 FM   | 50 watts     | LP     | 50° 12′ 58″ N, 60° 40′ 29″ O | 2018-355      |
| Aguanish                                 | CBSI-14     | 1350 AM   | 40 watts     | LP     | 50° 13′ 18″ N, 62° 04′ 39″ O |               |
| Harrington Harbour                       | CBSI-FM-15  | 100.5 FM  | 169 watts    | A1     | 50° 30′ 02″ N, 59° 29′ 14″ O | 93-614        |
| Tête-à-la-Baleine                        | CBSI-FM-16  | 103.5 FM  | 66 watts     | A1     | 50° 42′ 18″ N, 59° 18′ 36″ O |               |
| La Tabatière                             | CBSI-FM-17  | 94.5 FM   | 178 watts    | A      | 50° 47′ 14″ N, 59° 00′ 30″ O | 96-289        |
| Saint-Augustin                           | CBSI-FM-18  | 107.3 FM  | 56 watts     | A1     | 51° 14′ 12″ N, 58° 38′ 26″ O |               |
| Vieux-Fort                               | CBSI-FM-19  | 91.7 FM   | 67 watts     | A1     | 51° 25′ 36″ N, 57° 50′ 04″ O |               |
| Rivière-Saint-Paul                       | CBSI-FM-20  | 103.1 FM  | 54 watts     | A1     | 51° 28′ 45″ N, 57° 42′ 56″ O |               |
| Blanc-Sablon                             | CBSI-FM-21  | 107.1 FM  | 351 watts    | A      | 51° 25′ 03″ N, 57° 06′ 06″ O |               |
| Port-Menier                              | CBSI-23     | 1130 AM   | 40 watts     | LP     | 49° 49′ 15″ N, 64° 20′ 51″ O |               |
| Baie-Comeau                              | CBSI-FM-24  | 106.1 FM  | 2 575 watts  | A      | 49° 13′ 59″ N, 68° 08′ 30″ O |               |